# Wiener AF
De Wiener AF (Wiener Associationfootball-Club of kortweg WAF) was een Oostenrijkse voetbalclub uit de hoofdstad Wenen en bestond van 1910 tot 2004.

## Geschiedenis

### Ontstaan en vroege successen
De club ontstond in 1910 nadat bijna de hele ploeg van WAC de club verliet om een nieuwe ploeg te vormen. De clubkleuren waren blauw en geel. WAF werd meteen opgenomen in de Weense hoogste speelklasse en was het volgende seizoen stichtend lid van de huidige competitie en werd daarin 3de, vóór WAC. 
In 1914 werd de club landskampioen, WAF had evenveel punten als Rapid Wien maar kreeg de titel omdat de verhouding winst-nederlagen beter was voor WAF. In het voorgaande en het volgende seizoen was de club vicekampioen.De volgende trofee was de beker in 1922.

### 2de klasse
In 1924 degradeerde de club na 13 seizoenen uit de hoogste klasse. De volgende 2 seizoenen werd de club 3de en miste de promotie dus net. In 1927 fusioneerde de club met SC International Wien en werd zo IAF Wien. De fusieclub miste echter speelsterkte en daarom ging IAF een verbond aan met SC Libertas Wien en speelde onder de naam IAF Libertas Wien. De club eindigde op een ontgoochelende 11de plaats en na één seizoen werd het verbond opgeheven.

### Lagere klassen
WAF werd heropgericht maar speelde in lagere klassen en het duurde tot de jaren 70 vooraleer de club weer iets hoger speelde, in de Wiener Liga van 1976 tot 1993 die eerst een 3de en daarna 4de klasse was. Na degradatie in 1993 keerde de club meteen terug en degradeerde weer naar de Wiener Oberliga B, daar verbleef de club tot ze ontbonden werd in 2004. Tussen 1973 en 2004 trad de club onder verscheidene andere namen aan.

## Erelijst
- Landskampioen
  - 1914
- Beker van Oostenrijk
  - 1922